# Mecànica estadística quàntica
La mecànica estadística quàntica és la mecànica estadística aplicada als sistemes de mecànica quàntica. En mecànica quàntica un conjunt estadístic (distribució de probabilitat sobre possibles estats quàntics) és descrit per un operador de densitat S, que és un operador de classe de traça no negatiu, autoadjunt, de la traça 1 a l'espai de Hilbert H que descriu el sistema quàntic. Això es pot mostrar sota diversos formalismes matemàtics per a la mecànica quàntica. Un d'aquests formalismes és proporcionat per la lògica quàntica.
L'estadística quàntica, en el context de la mecànica quàntica i la mecànica estadística, és la descripció de com es distribueix l'energia de cadascuna de les entitats unitàries constitutives d'un conjunt, donada una energia total constant E, sota la restricció que:
1. l'energia es quantifica;
2. les partícules en estudi es tornen indistinguibles.
Això es fa expressant les probabilitats relatives d'una partícula amb energia En.
Clàssicament, la probabilitat ve donada per:
{\displaystyle P\left(E_{n}\right)={\frac {1}{Q}}\exp \left(-E_{n}/kT\right)}
on
{\displaystyle Q=\sum _{j}\exp \left(-E_{j}/kT\right)}
s'anomena funció de partició.
En els casos quàntics, el que canvia és el tema de la quantificació de l'espai de fase, que imposa un "volum" cel·lular mínim possible en aquest espai.